# Sot de la Roca Lloba

El Sot de la Roca Lloba, respecte del terme de Castellcir

El Sot de la Roca Lloba és un sot del terme municipal de Castellcir, a la comarca del Moianès.
És a la zona nord-occidental del terme de Castellcir, en el torrent de la Mare de Déu. Es troba al nord-est del Solell del Verdeguer i a ponent, davant mateix, de la Baga de la Poua de Sant Jeroni, i a llevant de la meitat septentrional del Serrat de la Casa del Guarda. Rep aquest nom de la Roca Lloba, que presideix el lloc.

## Etimologia
Es tracta d'un topònim complex d'origen modern i de caràcter descriptiu, generat ja en català: és el sot on es troba la Roca Lloba.